# Friedrich Rosenberg
Friedrich Rosenberg (* 3. März 1758 in Danzig; † 15. Mai 1833 in Altona) war ein deutscher Zeichner, Landschaftsmaler und Kupferstecher.

## Leben
Friedrich Rosenberg wurde in Danzig als Sohn eines Gewürzhändlers geboren und wuchs neben sechs Geschwistern auf. Neben der Lehre bei einem Anstreicher beschäftigte er sich mit der Landschaftsmalerei. 1778 ging er auf Wanderschaft, die ihn über Hamburg in die Schweiz führte, wo er in Zürich vier Jahre blieb. Hier machte er die Bekanntschaft mit Johann Caspar Lavater, Johann Heinrich Füssli und Salomon Gessner. Zu dem von dem Schweizer Maler und Schriftsteller Rudolf Samuel Henzi (1731–1803) und dem französischen Grafiker Charles-Melchior Descourtis (1753–1820) 1785 in Amsterdam herausgegebenen Werk Vues remarquables de Montagnes de la Suisse lieferte er um 1783 mehrere Schweizer Ansichten.
Nach weiteren Reisen, die ihn durch Italien, Frankreich und Holland führten, ließ er sich 1794 in Hamburg und im folgenden Jahr in Altona nieder. Hier schloss er Freundschaft mit den Malern Johann Friedrich Eich und Jes Bundsen. 1796 fertigte er acht Ansichten Hamburgs als colorierte Radierungen, die zu interessanten Hamburgensien wurden. Mit Bundsen eröffnete er eine Sonntagsschule für junge Maler, die 25 Jahre bestand, und gab weiteren Zeichenunterricht in Hamburg und Altona. Daneben gründete er mit Bundsen und dem Landschaftsmaler Anton Carl Dusch die Altonaer Kunstausstellung. Um finanziellen Schwierigkeiten zu entgehen, übernahm er in Altona 1823 das Amt eines Leichenbitters. Rosenberg war ab 1809 verheiratet mit Friederike Dorothea Bong (* 2. Dezember 1783; † 26. Juli 1822), der Tochter eines bekannten Hamburger Chirurgen und Geburtshelfers.
Zu seinen Schülern gehörten u. a. Ludwig Matthias Anton Brammer, Johann Heinrich Sander, Adolph Friedrich Vollmer und Louis Gurlitt. Werke von seiner Hand befinden sich in den Sammlungen der Kunsthalle Hamburg und im Staatlichen Museum Schwerin.

## Ausstellungen (Auswahl)
- 2019: Hamburger Schule – Das 19. Jahrhundert neu entdeckt (12. April bis 14. Juli), Hamburger Kunsthalle